# Puente Viesgo
Puente Viesgo település Spanyolországban, Kantábria autonóm közösségben. Puente Viesgo Corvera de Toranzo, San Felices de Buelna, Torrelavega, Piélagos, Castañeda és Santiurde de Toranzo községekkel határos. Lakosainak száma 2881 fő (2024).

## Népesség
A település népessége az elmúlt években az alábbi módon változott:
| Lakosok száma | 2333 | 2506 | 2651 | 2746 | 2861 | 2851 | 2843 | 2854 | 2894 | 2881 |
|               | 2001 | 2004 | 2007 | 2009 | 2012 | 2014 | 2017 | 2019 | 2022 | 2024 |